# Misako Rocks!
Misako Rocks! (ミサコ・ロックス!), pseudonyme de Takashima Misako (高嶋美沙子), est une auteure de bandes dessinées japonaise et une illustratrice de livres pour enfants, née en 1977 à Kazo (préfecture de Saitama). Elle est licenciée de l'université Hōsei. Elle est connue pour ses illustrations dans la chronique Savage Love du journal The Onion ; elle fait une apparence dans le documentaire de la BBC Story of Drawing.
D'après le critique Andrew Graham-Dixon, elle est « une artiste qui suit les conventions visuelles et narratives traditionnelles des mangas, mais, en même temps, elle les transporte dans le monde contemporain et leur donne une profonde interprétation personnelle ».
Elle a déclaré avoir passé son enfance à dessiner et se cacher. « Je voulais juste poser sur le papier mon monde imaginaire ».

## Carrière
Misako Rocks! a dessiné son premier livre à treize ans. Elle n'a pas suivi de cours de formation artistique. En 2001, elle s'est installée a New York et y a travaillé comme montreuse de marionnettes, maquilleuse, animatrice avec des ballons et professeure de dessin tout en développant son style de bande dessinée. Sa carrière professionnelle dans l'illustration commence quand The Onion décide d'utiliser ses dessins pour la rubrique hebdomadaire "Savage Love".
Misako Rocks! a été influencée par l'œuvre de Daniel Clowes, qu'elle a découverte à New York. « J'ai ouvert un exemplaire de Eightball et j'ai pensé "Waw ! C'est super bon ! Qui est l'auteur ? Quel humour, cynique et si bon ! ». Comme son personnage, Biker Girl, « elle semble être la personnification de l'esprit des mangas, d'un côté elle est introvertie et une illustration de l'éthique du travail japonaise, mais elle a aussi cette énergie maniaque et enfantine, qui s'exprime le soir, quand elle range ses carnets et s'élance sur les pistes des discothèques ».

## Œuvres
- Biker Girl, Hyperion Books, 2006
- Rock and Roll Love, Hyperion Books, 2007
- Detective Jermain vol.1, Henry Holt & Company, 2009
- 親子で楽しむこども英語塾, 明治書院, 2011  (ISBN 978-4625624155)
- もうガイジンにしました, ディスカヴァー・トゥエンティワン, 2013  (ISBN 978-4799313237)
- Bounce Back, manga en ligne

## Prix et récompenses
- Rock and Roll Love: Best Teen’s Book (New York Public Library) (2007)[1]
- 2010 : une des 15 femmes de l'année d'après le Nikkei Woman Magazine[1]